# Viva Presidente Trump!
Viva Presidente Trump! è un EP del gruppo musicale deathgrind Brujeria. È uscito come vinile 45 giri il 16 aprile 2016 in occasione del Record Store Day in 1000 copie (250 di colore verde, 250 di colore bianco, 250 di colore rosso e 250 di colore nero, i colori della bandiera messicana).

## Tracce
1. Viva Presidente Trump! – 3:32
2. Pared de Muerte – 2:16

## Formazione
- Juan Brujo - voce
- Pititis - voce femminile
- Fantasma - samples
- Hongo - basso, chitarra
- El Cynico - basso, chitarra
- El Sangrón - basso (nel brano Viva Presidente Trump!)
- A Kuerno - chitarra
- Pinche Peach - voce
- El Podrido - batteria (nel brano Pared de Muerte)
- Hongo Jr. - batteria (nel brano Viva Presidente Trump!)